# グロズヌイ
グロズヌイ（Grozny、ロシア語: Грозный、チェチェン語: Соьлжа-ГӀалаソールジャ・ガラ）は、ロシア連邦南部に位置するチェチェン共和国の首都。人口は約33万人（2023年）。

## 市の名前
グロズヌイはロシア語で「恐怖を覚えさせる」「厳めしい」といった意味を持つ語で、イワン4世のあだ名（Иван Грозный / Ivan Groznyi, 日本では「雷帝」という訳が定着している）として知られる。
チェチェン独立派はジョハル (チェチェン語: Джовхар / Dzhokhar)と呼ぶ。チェチェン・イチケリア共和国の初代大統領・ジョハル・ドゥダエフに因んだ名前で、1996年に独立派の政権が存在していた時は Джовхар-ГIала / Dzhokhar-Ghala が公式の市名であった。
2005年、チェチェン共和国の国会はアフマド・カディロフに因んで「アフマドカラ」と改名するよう決議したが、次男のラムザン・カディロフ現大統領に固辞された。

## 歴史

### 19世紀
1818年、ロシアの前哨基地としてテレク川のコサックによってスンジャ川に面するこの地にグロズナヤ要塞が築かれ、カフカーズ戦争では主要な基地となった。1850年代に油田が発見される。ロシアに併合される頃には、要塞都市としては旧式化して廃れる。1869年にグロズヌイという市名になる。
1893年、ウラジカフカス鉄道（露: Владикавказская железная дорога、英: Vladikavkaz Railway）が市内まで通り、発展がようやく始まる。20世紀初頭に石油センターとして石油化学工業が興ってくるまでは、コサックの町として緩慢な成長でしかなかった。その後、市内での石油掘削が活発化し、ロシアの油田地帯の中核となり発展が加速する。

### 20世紀
ロシア革命が起こると、ボルシェビキ軍は、市内を掌握、コサック軍と激しい戦闘となる。しかし、アントーン・デニーキン指揮する白軍が到着、赤軍は一度は駆逐される。その後、赤軍のカフカーズ精鋭部隊の援軍でやっと奪還に成功、1921年に山岳自治ソビエト社会主義共和国に組み込まれる。1922年にはチェチェン自治州に組みなおされ、その首都となる。
この当時、住民のほとんどがコサックだったため、ソ連政府はコサックの反政府行動を恐れて、山岳地帯のチェチェン人にグロズヌイへの移住を奨励、1936年、チェチェン・イングーシ自治共和国が生まれる。
第二次世界大戦中の1944年、チェチェン人とイングーシ人は、ナチス・ドイツに協力したという烙印を押され、グロズヌイを追放される。その際、10,000人が殺される。さらに市内のチェチェン人の居た痕跡は内務人民委員部によって徹底的に抹殺された。
その後、グロズヌイ州となる。住民はロシア人ばかりとなった。1957年、チェチェン・イングーシ自治共和国が復活し、チェチェン人の帰還が許される。今度はロシア人が市内を脱出、彼らの移住先は主にバルト三国であった。1960年代にはロシア人の人口は過半数を割り込み民族紛争が起きてくる。
この時期は同時に、グロズヌイの町作りがソ連式に大きく進んだときであった。市内にはソ連式のアパートやグロズヌイ大学が建設された。1989年には市の人口も40万人に達した。
ソ連崩壊で、グロズヌイにはジョハル・ドゥダエフの独立派の政権が誕生、市内に残っていたロシア人など、チェチェン人でない民族は、独立派の過激派によって強制的にグロズヌイから追放され、民族浄化も行われた。

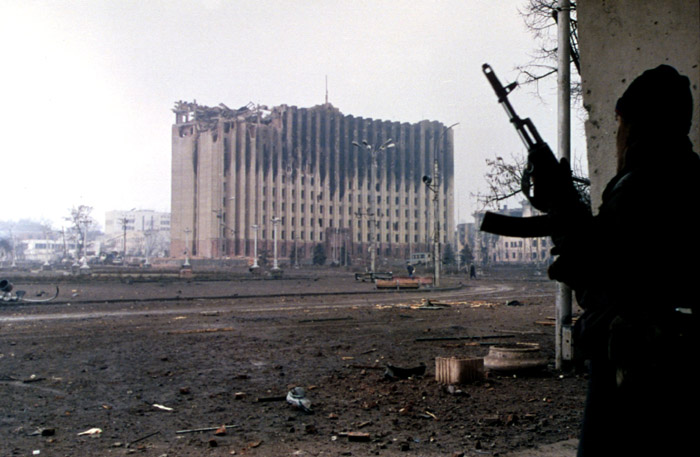
大統領官邸の近くにいるチェチェン人兵士 (1995年)

第一次チェチェン紛争では、1994年12月から翌年の2月にかけてまず市内で激しい戦闘が行われた。戦争は当初、グロズヌイへのロシア軍の絨毯爆撃が中心で、その後、グロズヌイの空軍基地がロシア軍の軍事拠点となって、市街戦となった。
1995年6月、郊外の山岳地帯に基地を構えゲリラ戦を展開していたチェチェン軍が反抗に転じる。8月、チェチェン軍はロシア内務省軍の10,000人を包囲、グロズヌイ東部にあるロシアのハンカラ空軍基地から出撃したロシア陸軍部隊を撃破する。チェチェン独立派がグロズヌイを掌握した中で休戦となる。1997年、チェチェン・イチケリア共和国のアスラン・マスハドフ大統領によって「ジョハル」と市名が変えられる。

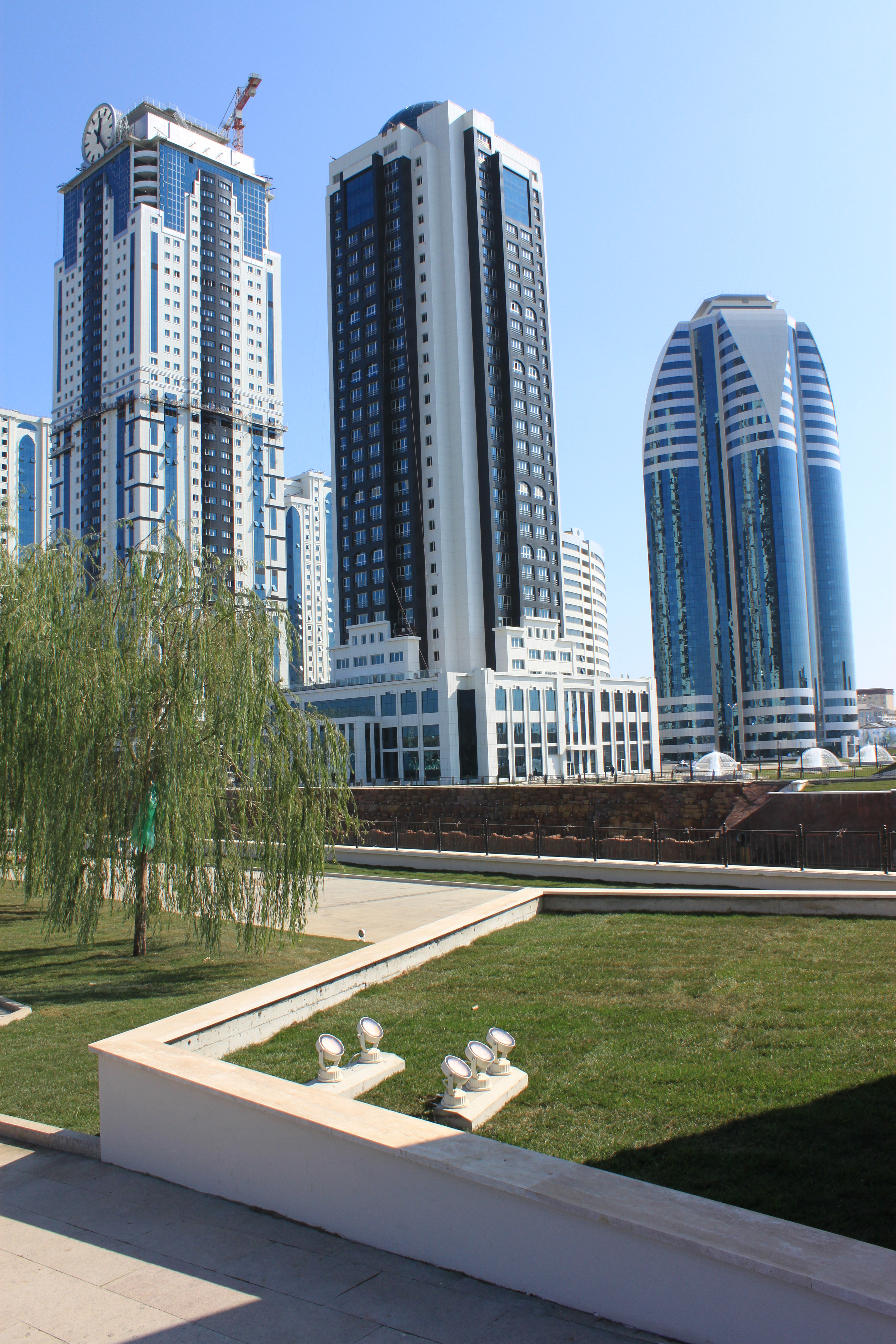
グロズヌイ・シティ

1999年10月、ロシア軍はグロズヌイを包囲、市民で込み合う中央バザールに5発の9K79「トーチカ」（SS-21）を発射、140人が死亡した。その後、大量の火力を動員し砲撃に移行した。砲兵は、ビルの上層階を意図的に攻撃、そのため第一次チェチェン紛争より市のインフラに甚大な被害を及ぼすが、死傷者は少なかった。
2000年2月、ロシア軍はチェチェン軍に市内から隣村への安全な退却を約束、チェチェン軍を罠にかける。地雷原となっていた退却路に誘き出されたチェチェン軍は壊滅、市長や最高指揮官が戦死、シャミル・バサエフも負傷する。ロシア軍は無人のグロズヌイに凱旋する。市内を徹底的に爆破した後で、市民の帰還が許可された。

### 21世紀
市内では復興の兆しも見え始めている。チェチェン紛争で破壊された家屋は6万棟、そのうち2006年までに900棟が再建された。工場もわずか3つであるが再建された。チェチェン駅も2005年に業務を再開し、チェチェン空港も2007年にモスクワへの定期便を復活した。
2008年、4年の歳月をかけて、欧州最大のモスクであるグロズヌイモスクが再建された。2011年現在、建設ラッシュに沸いている。モスクワの開発地区「モスクワシティ」にならって、2011年には40階建ての高層ビル群「グロズヌイシティ」が完成した。
最盛期の1987年の人口404,000人は及ばないが、1996年の186,000人を底に、2023年時点では331,402人にまで人口が回復した。

## 交通
トラムやトロリーバス網があったが、1990年になると部品の盗難や乗客の運賃未払い、ストライキが横行し、路線の延長計画はストップ、さらに第一次チェチェン紛争で公共交通はストップした。トラムの軌道は破損し、バスはバリケードに転用された。トロリーバスの損害は軽微であったが部品が盗まれ運行に支障をきたし、バスをトロリーバスに改造した。第二次チェチェン紛争で、トラムもトロリーバスも深刻な損害を受け、今日でも運行されていない。
グロズヌイ国際空港が市街地の北に立地しており、モスクワやカザンへ直行便が運航されている。また、イランやサウジアラビア、ウズベキスタン、アゼルバイジャンなどイスラム諸国への国際線も充実している。
グロズヌイ市内の大通りは、チェチェンの復興と治安を安定させた功労者としてウラジーミル・プーチン大統領の名前を冠した「プーチン大通り」がある。

## 気候
気候は内陸性の亜寒帯湿潤気候で寒暖の差が激しい。冬は寒く1月の平均気温は-3.2度、過去に氷点下31.5度を記録したこともあり-20℃を下回る日もあり積雪もある。夏季は暑く35度を超える日も多く、過去に41.4度を記録している。年間降水量は439mmで降水は夏季に多くなる。
| グロズヌイの気候       | グロズヌイの気候 | グロズヌイの気候 | グロズヌイの気候 | グロズヌイの気候 | グロズヌイの気候 | グロズヌイの気候 | グロズヌイの気候 | グロズヌイの気候 | グロズヌイの気候 | グロズヌイの気候 | グロズヌイの気候 | グロズヌイの気候 | グロズヌイの気候 |
| 月                     | 1月              | 2月              | 3月              | 4月              | 5月              | 6月              | 7月              | 8月              | 9月              | 10月             | 11月             | 12月             | 年               |
| ---------------------- | ---------------- | ---------------- | ---------------- | ---------------- | ---------------- | ---------------- | ---------------- | ---------------- | ---------------- | ---------------- | ---------------- | ---------------- | ---------------- |
| 平均最高気温 °C （°F） | 1 (33)           | 1 (34)           | 6 (42)           | 14 (58)          | 18 (65)          | 22 (71)          | 24 (75)          | 23 (74)          | 19 (67)          | 13 (56)          | 7 (45)           | 3 (37)           | 13 (55)          |
| 平均最低気温 °C （°F） | −7 (20)          | −6 (21)          | −1 (30)          | 6 (42)           | 10 (50)          | 13 (56)          | 16 (61)          | 15 (59)          | 11 (52)          | 5 (41)           | 1 (33)           | −4 (25)          | 5 (41)           |
| 降水量 mm （inch）     | 20 (0.8)         | 23 (0.9)         | 30 (1)           | 33 (1.3)         | 58 (2.3)         | 74 (2.9)         | 58 (2.3)         | 46 (1.8)         | 33 (1.3)         | 30 (1.2)         | 28 (1.1)         | 30 (1)           | 422 (16.6)       |
| [ 要出典 ]             |                  |                  |                  |                  |                  |                  |                  |                  |                  |                  |                  |                  |                  |

## スポーツ
グロズヌイではサッカーが最も人気のスポーツであり、ロシア・プレミアリーグに所属するFCアフマト・グロズヌイが存在する。クラブ名の「アフマト」は、チェチェン共和国の初代大統領であるアフマド・カディロフに由来する。ホームスタジアムは、アフマド・アレーナを使用する。
格闘技も盛んであり、団体としては「アブソリュート・チャンピオンシップ・アフマット」や「ファイトクラブ・アフマト」が存在する。

## 姉妹都市
- イスタンブール、トルコ
- バクー、アゼルバイジャン
- トビリシ、ジョージア
- ワルシャワ、ポーランド
- オデッサ、ウクライナ
- コムラト、モルドバ
- タタバーニャ、ハンガリー
- タリン、エストニア
- ボストン、アメリカ合衆国
- リヴィウ、ウクライナ
- トロント、カナダ
- トゥールーズ、フランス
- スィヴァス、トルコ
- アルダハン、トルコ

## 出身者
- アスランベク・シェリポフ - 革命家
- サイード＝マゴメド・カキエフ - 軍人
- ルスラン・ハズブラートフ - 政治家
- マメッド・ハリドヴ - 総合格闘家
- ズバイラ・ツフゴフ - 総合格闘家
- サルマン・ハシミコフ - プロレスラー
- イスラム・アルビエフ - レスリング選手
- リュドミラ・ツリシチェワ - 体操選手
- タチアナ・アニシモワ - 陸上競技選手